# 狭石岭明清海防遗迹
狭石岭明清海防遗迹位于中国浙江省宁波市鄞州区瞻岐镇方桥村，狭石岭土城遗址位于狭石岭顶，总长3.5公里，龙口通道两侧为乱石墙，两侧山坡分别有南北向的二圈至四圈、近乎圆形的军事营垒遗址，由乱石砌成，大小不等，内有水流暗沟，城墙上保存着多孔的枪眼构筑物，被人们称为“海防长城”，是明代宁波沿海重要的军事防御设施之一，2018年3月20日公布为鄞州区文物保护单位。